# 1934 v hudbě
Tento článek obsahuje události související s hudbou, které proběhly v roce 1934.

## Události
- 10. říjen – V Praze byl založen Symfonický orchestr hlavního města Prahy FOK

## Narození
- 30. ledna – Tammy Grimes, americká zpěvačka a herečka[1]
- 7. února – King Curtis, americký saxofonista († 13. srpna 1971)
- 18. února – Skip Battin, americký zpěvák a baskytarista († 6. července 2003)
- 3. března – Jimmy Garrison, americký kontrabasista († 7. dubna 1976)
- 18. dubna – Jan Klusák, český hudební skladatel
- 3. září – Freddie King, americký kytarista a zpěvák († 28. prosince 1976)
- 4. září – Eduard Chil, ruský operní pěvec († 4. června 2012)
- 19. září – Brian Epstein, manažer skupiny The Beatles († 27. srpna 1967)
- 21. září – Leonard Cohen, kanadský hudebník
- 26. října – Jacques Loussier, francouzský hudební skladatel a klavírista
- 1. listopadu – William Mathias, velšský hudební skladatel († 29. července 1992)
- 1. prosince – Billy Paul, americký zpěvák

## Úmrtí
- 23. února – Edward Elgar, britský hudební skladatel (* 2. června 1857)
- 19. srpna – Stanislav Jiránek, český hudební skladatel a pedagog (* 23. října 1867)
- 13. listopadu – Jiří Herold, český violista (* 16. dubna 1875)